# Thurn (Adelsgeschlecht, St. Gallen)

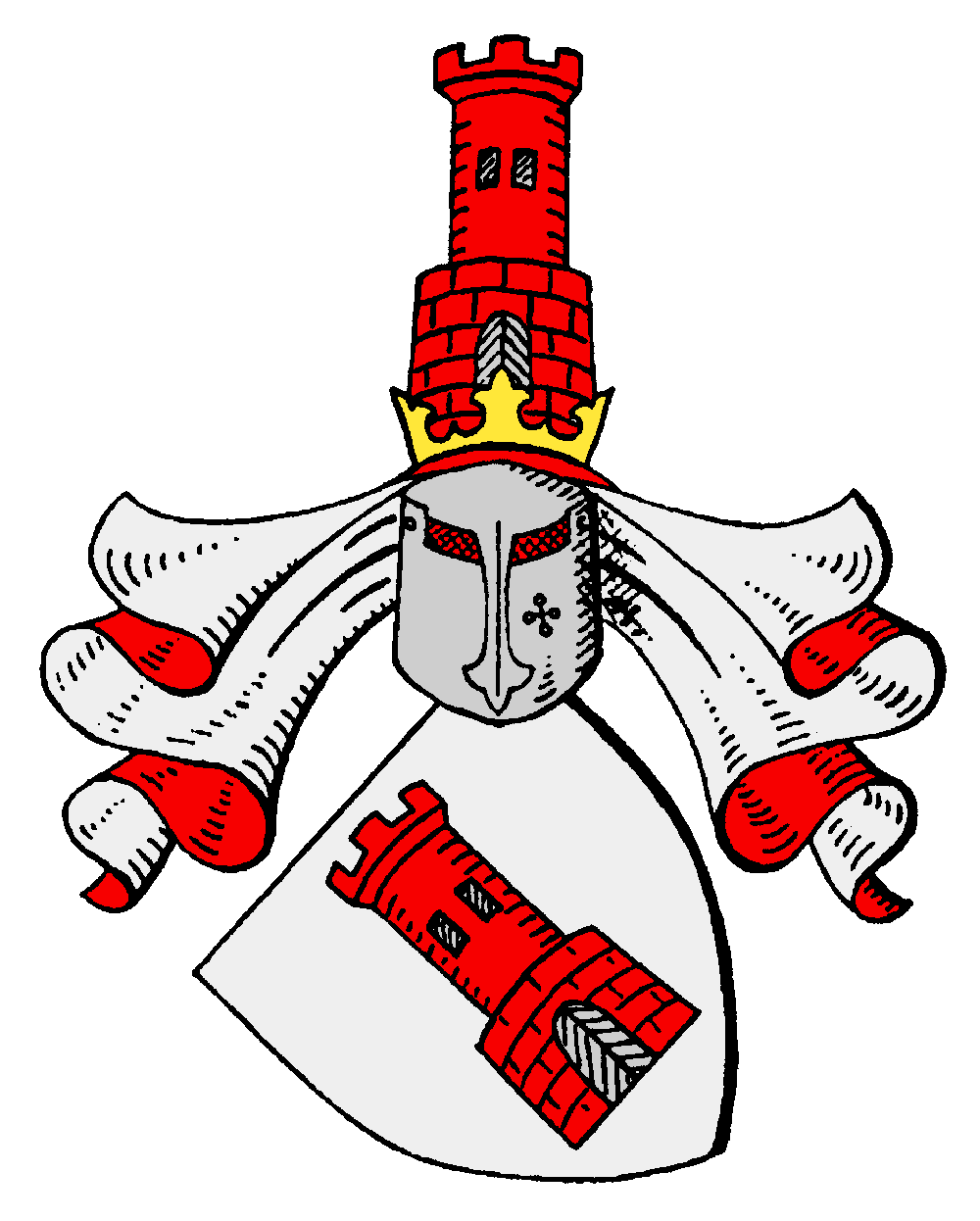
Stammwappen derer von Thurn

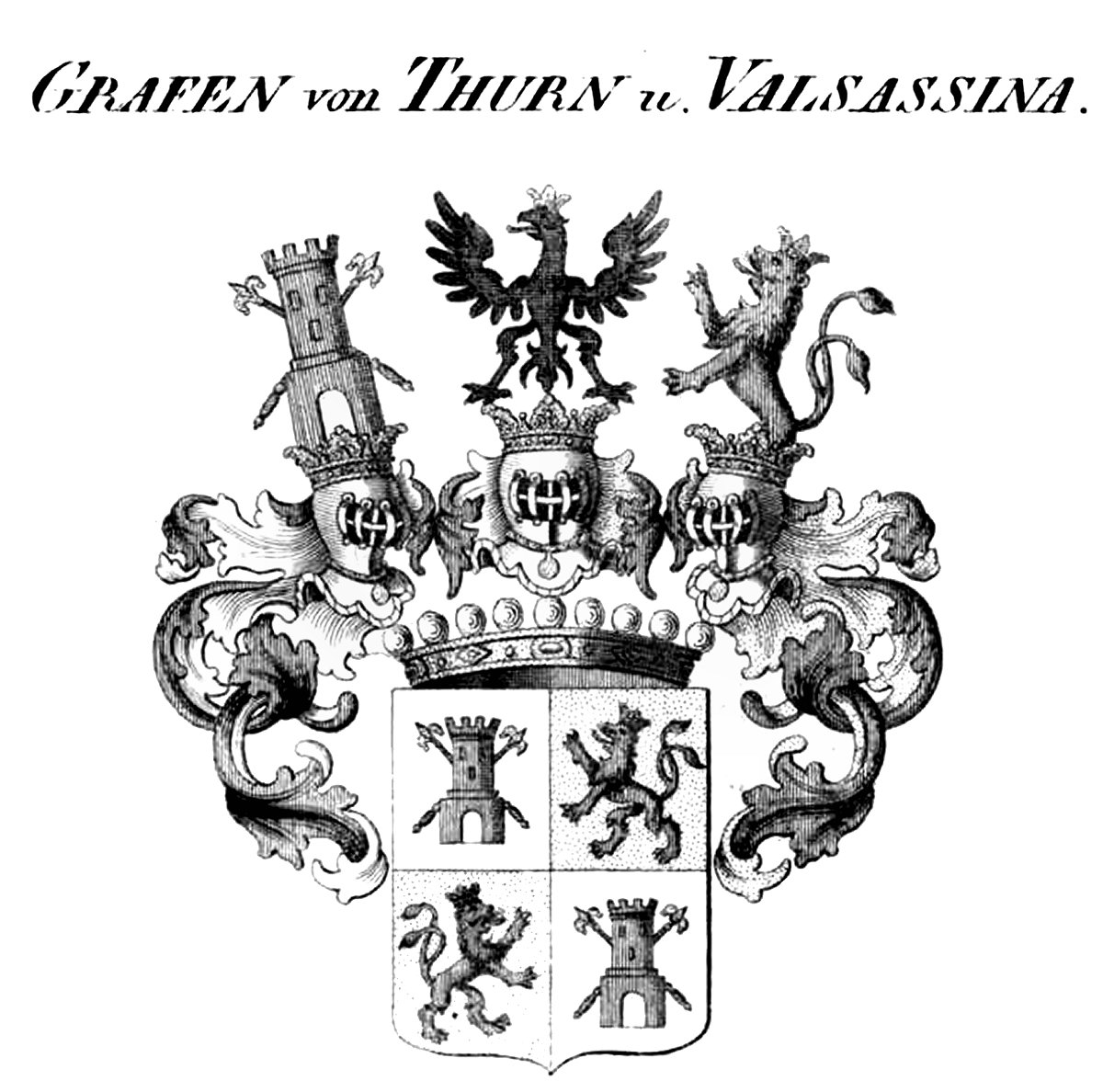
Wappen der Grafen von Thurn (Schweiz), 1730

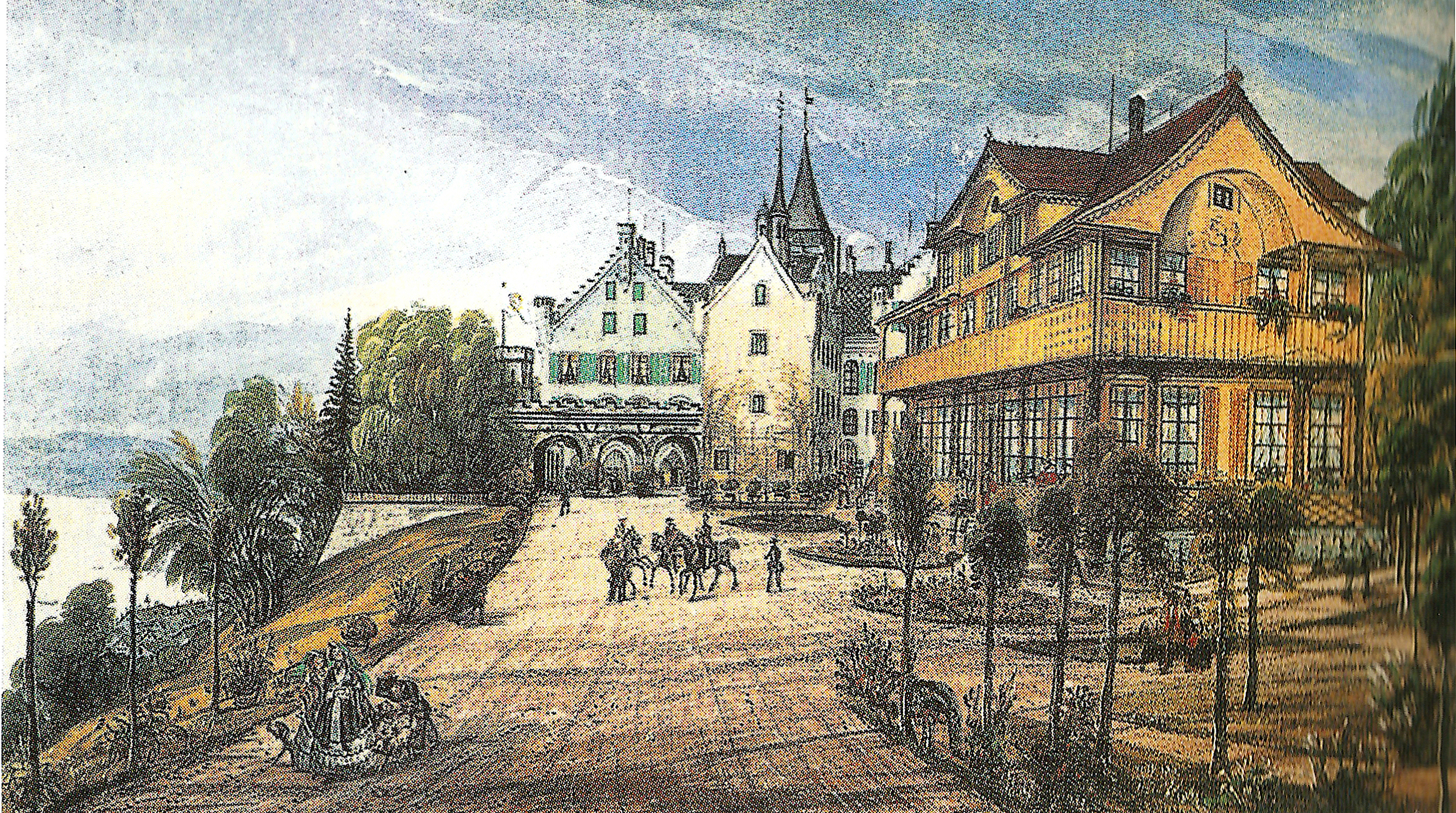
Schloss Wartegg, hier auf einer Gouache von 1854, kam 1676 in den Besitz der von Thurn.

Die Freiherren von Thurn waren im 17. und 18. Jahrhundert ein Adelsgeschlecht als Erbmarschall der Fürstabtei St. Gallen in der heutigen Ostschweiz.

## Hauptlinie
Als Stammvater der Familie gilt der aus Konstanz zugewanderte Apotheker Ludwig Thurn, ab 1613 Bürger von Wil und Berater sowie Hofbeamter des Fürstabts von St. Gallen. 1627 erwarb er das Niedergericht Bichwil mit den Burgstellen Eppenberg und Gielsberg. 1629 erhielt Ludwig Thurn vom Fürstabt Bernhard die Adelsanerkennung. Ihren politischen wie sozioökonomischen Höhepunkt erlebte die Familie im 17. und 18. Jahrhundert. Ludwigs Sohn Fidel kaufte 1676 die Thurgauer Gerichtsherrschaft Berg und im gleichen Jahr das Schloss Wartegg. Er liess in der Pfarrkirche von Rorschach eine Familiengruft anlegen. Die Erhebung in den Reichsgrafenstand mit Wappenbesserung erfolgte am 21. Dezember 1730 für dessen Enkel Fidel Freiherrn von Thurn. 1733 gewährte Fürstabt Joseph von Rudolphi der Familie den Zunamen Valsássina auch ohne die Erhebung in den Grafenstand zu führen.

## Ältere Linie
1712 teilte sich die Familie in zwei Linien. Fidels Sohn Joseph war der Erste der älteren Linie in Berg (TG), deren männlichen Mitglieder im Dienst des Bischofs von Konstanz wirkten. Ihr gehörte auch der Thurgauere Regierungsrat Johann Theodor von Thurn an, dessen Sitz, Schloss Berg, durch Briefe und ein Gedicht von Annette von Droste-Hülshoff bekannt wurde,. Er war von 1817 bis 1831 Mitglied der Regierung des Kantons. Seine Tochter Marie Emilie (gen. Emma) heiratete Karl Friedrich von Gaugreben und wurde die Mutter von Johann von Gaugreben, sie verkaufte Schloss Berg 1859 und bezog Schloss Bruchhausen ihres Mannes. Seine Tochter Thekla heiratete Adolf von Schönau-Wehr und zog mit ihm nach Wehr (Baden). Mit Thekla Maria Auguste, der Gemahlin des Freiherrn von Schönau-Wehr, starb diese Linie 1893 aus.

## Jüngere Linie

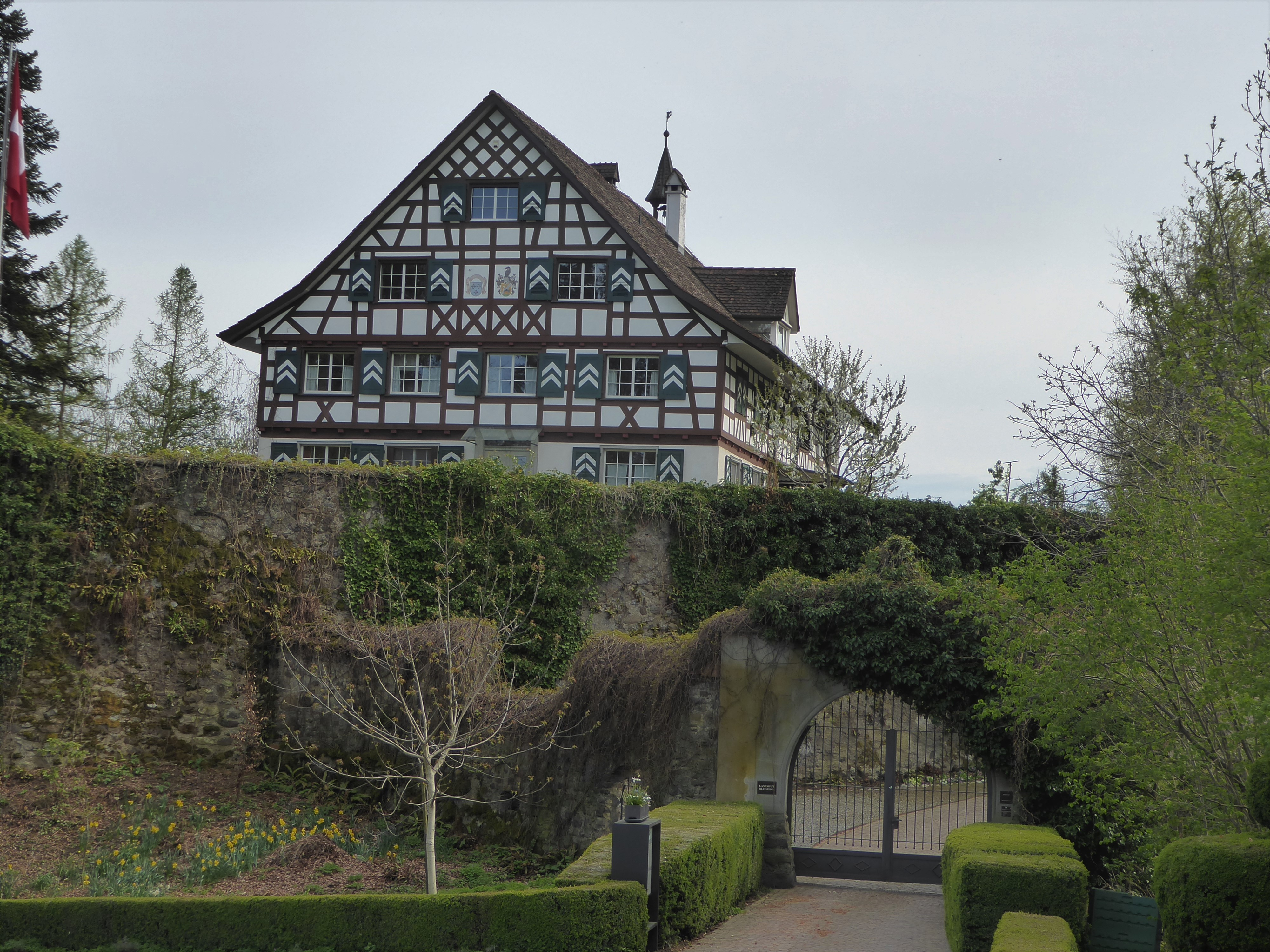
Schloss Blidegg

Gall Anton, der andere Sohn von Fidel, begründete die jüngere Linie der Herren auf Schloss Wartegg, die als Obervögte von Rorschach und von Rosenberg in Berneck im Rheintal weiterhin in fürstäbtischen Diensten standen. Die Tochter seines Enkels Friedrich Michael, Maria Anna, heiratete 1812 einen Grafen von Quadt zu Wykradt. Nachdem ihr lediger Bruder Anton 1831 verstorben war, erlosch diese Linie mit ihrem Tod 1867 auch im weiblichen Zweig. Der Sohn Gall Antons, Johann Victor, begründete 1758 mit dem Kauf der thurgauischen Gerichtsherrschaft Blidegg einen Nebenzweig; dieser endete 1851.

## Wappen

Wappen der Gemeinde Berg TG, das auf die Familie von Thurn zurückgeht.

Blasonierung des Wappens von 1730 und 1781: Geviert, 1 und 4 in Silber ein roter Zinnenturm mit offenem Tor und drei (2:1) schwarzen Fenstern (= Stammwappen), dahinter zwei geschränkte goldene Lilienzepter mit blauen Schäften, 2 und 3 in Gold einwätsgekehrt ein blau-gekrönter zweischwänziger roter Löwe (Valsássina). Drei Helme, auf dem rechten mit rot-silbernen Decken der Turm (= Stammhelm), auf dem mittleren mit rechts rot-silbernen, links rot-goldenen Decken ein gekrönter schwarzer Adler, auf dem linken mit rot-goldenen Decken der Löwe wachsend (Valsássina).